# Желько Краян
Желько Краян (нар. 3 лютого 1979) — колишній хорватський тенісист.
Найвищу одиночну позицію світового рейтингу — 88 місце досяг 19 серпня 2002, парну — 371 місце — 0 листопада 1998 року.

## Фінали ATP Челленджер і ITF Ф'ючерс

### Одиночний розряд: 9 (6–3)
| Легенда              |
| -------------------- |
| ATP Челленджер (1–2) |
| ITF Ф'ючерс (5–1)    |

| Фінали за покриттям |
| ------------------- |
| Тверде (1–0)        |
| Ґрунт (5–3)         |
| Трава (0–0)         |
| Килим (0–0)         |

| Результат | В-П | Дата     | Турнір                             | Рівень     | Покриття | Суперник              | Рахунок            |
| --------- | --- | -------- | ---------------------------------- | ---------- | -------- | --------------------- | ------------------ |
| Перемога  | 1–0 | Сер 1998 | Словенія F4, Любляна               | Ф'ючерс    | Ґрунт    | Ян Вацек              | 6–3, 6–3           |
| Перемога  | 2–0 | Сер 1998 | Хорватія F6, Умаг                  | Ф'ючерс    | Ґрунт    | Іво Карлович          | 6–3, 3–6, 6–3      |
| Перемога  | 3–0 | Тра 1999 | Німеччина F4, Філлінген-Швеннінген | Ф'ючерс    | Ґрунт    | Юган Сеттерґрен       | 6–4, 6–1           |
| Перемога  | 4–0 | Чер 1999 | Німеччина F4B, Гоенбрунн           | Ф'ючерс    | Ґрунт    | Джеймс Секулов        | 6–4, 4–6, 6–0      |
| Поразка   | 4–1 | Сер 2001 | Женева, Швейцарія                  | Челленджер | Ґрунт    | Денніс ван Схеппінген | 3–6, 2–6           |
| Перемога  | 5–1 | Вер 2001 | Камник, Словенія                   | Челленджер | Ґрунт    | Васіліс Мазаракіс     | 6–2, 3–6, 7–6(9–7) |
| Поразка   | 5–2 | Чер 2002 | Вайден, Німеччина                  | Челленджер | Ґрунт    | Луїс Орна             | 0–6, 4–6           |
| Перемога  | 6–2 | Січ 2005 | Німеччина F2, Штутгарт             | Ф'ючерс    | Тверде   | Бенджамін Ебрагімзаде | 6–3, 6–4           |
| Поразка   | 6–3 | Вер 2005 | Німеччина F14, Кемптен             | Ф'ючерс    | Ґрунт    | Люк Соренсен          | 6–4, 3–6, 5–7      |

### Парний розряд: 4 (2–2)
| Легенда              |
| -------------------- |
| ATP Челленджер (0–0) |
| ITF Ф'ючерс (2–2)    |

| Фінали за покриттям |
| ------------------- |
| Тверде (1–1)        |
| Ґрунт (1–1)         |
| Трава (0–0)         |
| Килим (0–0)         |

| Результат | В-П | Дата     | Турнір                        | Рівень  | Покриття | Партнер        | Суперники                        | Рахунок       |
| --------- | --- | -------- | ----------------------------- | ------- | -------- | -------------- | -------------------------------- | ------------- |
| Перемога  | 1–0 | Чер 1998 | Хорватія F1, Велий Лошинь     | Ф'ючерс | Ґрунт    | Саша Хіршзон   | Іво Карлович Ігор Шарич          | 7–6, 6–3      |
| Поразка   | 1–1 | Лют 2000 | Хорватія F1, Загреб           | Ф'ючерс | Тверде   | Роко Каранушич | Івиця Анчич Маріо Анчич          | 4–6, 7–5, 5–7 |
| Поразка   | 1–2 | Тра 2000 | Німеччина F3, Швабський Галль | Ф'ючерс | Ґрунт    | Ловро Зовко    | Боббі Алтелар Ян Вайнцірль       | 4–6, 5–7      |
| Перемога  | 2–2 | Лют 2001 | Франція F5, Брессюїр          | Ф'ючерс | Тверде   | Іван Цинкус    | Алессандро Мотті Андреа Стоппіні | 6–4, 6–1      |